# آتش‌سهره صخره‌ای
آتش‌سهره صخره‌ای یا آتش‌سهره سنگی (نام علمی: Lagonosticta sanguinodorsalis) گونه‌ای از سهرگان ریز است که در فلات جوس در مرکز نیجریه و در کامرون یافت می‌شود. گستره جهانی وقوع آن ۲۹۰۰۰ کیلومتر مربع برآورد شده است. آتش‌سهره صخره‌ای به‌تازگی در سال ۱۹۹۸ کشف شد. آتش‌سهره صخره‌ای از تیرهٔ سهرگان ریز (Estrildidae) است که شامل پرندگان گنجشک‌سان کوچک جهان قدیم و استرالیا است. به نظر می‌رسد که آتش‌سهره‌های صخره‌ای بیشترین ارتباط را با آتش‌سهره‌های مالی و چاد دارند. نام گونه sanguinodorsalis به معنای پشت سرخ خونی است که به این دلیل انتخاب شد که رنگ قرمز پرجنب‌وجوش از پرهای نر را توصیف می‌کند. وضعیت گونه به عنوان کمترین نگرانی ارزیابی می‌شود.

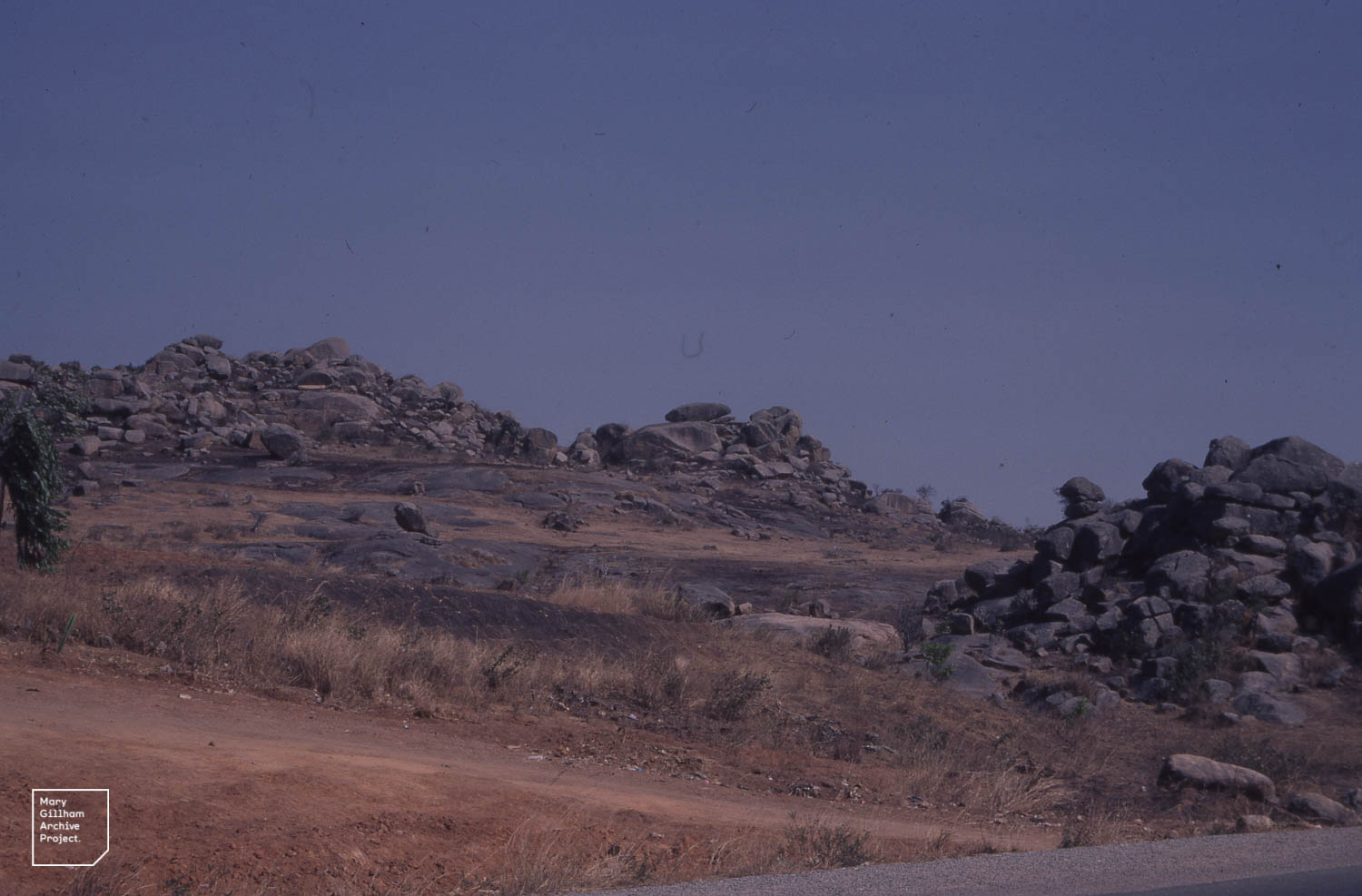
صخره‌های اینسلبرگ: زیستگاه نمادین آتش‌سهره‌های صخره‌ای